# Aarni Voipio
Aarni Voipio (till 1901 Åkerman), född 10 februari 1891 i Viborg, död 30 januari 1965 i Helsingfors, var en finländsk teolog. Han var son till ämbetsmannen Daniel Woldemar Åkerman och skolledaren Emma Åkerman, bror till juristen Väinö Voipio och far till socialrådet Martti Voipio.
Voipio blev teologie doktor 1924 och filosofie doktor 1927. Han var 1919–1935 adjunkt i teologiska prenotioner och 1935–1955 professor i praktisk teologi vid Helsingfors universitet. Han disputerade vid två fakulteter över ämnet somnambulism och utgav på svenska en populärt hållen skrift, Folkpredikanter och falska profeter (1927). De centrala rönen i avhandlingen Unissasaarnaaminen I-II (1921–1922) presenterades tre decennier senare i Sleeping preachers: a study in ecstatic religiosity (1951).
Voipio var verksam inom det kristliga studentarbetet och nykterhetsrörelsen samt framträdde även som körledare och komponist. Han utgav flera arbeten om psalmer och psalmsång, läroböcker, en biografi över svärfadern Mikael Soininen (1944), memoarverket Elämäni (1960), med mera.